# Aqüeducte de Tartareu
L'Aqüeducte de Tartareu és una obra de les Avellanes i Santa Linya (Noguera) protegida com a bé cultural d'interès local.

## Descripció
La conducció d'aigua o aqüeducte, consisteix en una canalització construïda amb teules de manera que formen un tub. La conducció es troba a la part alta del mur que li serveix de suport. Es tracta d'un mur construït amb pedra calcària sense treballar, de mida mitjana, unida amb morter. Aquesta estructura està construïda sobre la roca que li fa de fonaments. La construcció d'un marge de pedra en sec amb pedres de mida gran sense treballar sobre l'estructura ha permès que s'hagi pogut conservar en molt bon estat.
El punt de captació d'aigua estava al barranc d'Espinau, on hi ha l'abeurador. Si bé no es conserva l'aqüeducte que salvava el barranc hom pot determinar que l'estructura discorria paral·lela al camí vell d'Alberola a Tartareu fins a arribar a la bifurcació amb el camí que mena als Masos de Millà, on es desviava per seguir aquest nou camí, no obstant a partir d'aquest punt el conjunt està molt malmès degut a l'erosió i es difícil seguir el seu traçat. Cal pensar que el final d'aquesta conducció es trobava a la mateixa vila de Tartareu, probablement en algun tipus de bassa on s'acumulava l'aigua.
Actualment es poden veure tres trams de canalització: el primer té una longitud de 46.63 m, el segon 5.35 m i el tercer 2.4 m. Si bé els tres trams no presenten connexió física entre ells perquè hi ha trams en què la terra esllavissada no deixa veure la part baixa del mur, no es pot posar en dubte que es tracta de la mateixa conducció d'aigua.

## Història
L'aqüeducte de Tartareu és un element únic en el seu entorn proper i aporta informació sobre l'adaptació al medi dels habitants de la zona. El conjunt, emmarcat en un paratge d'una extrema bellesa, es troba en un dels indrets menys coneguts i humanitzats de la comarca i té un alt interès per entendre l'organització territorial de la vall alta del riu Farfanya al llarg de la història.
Al mateix temps, etnogràficament és un element de rellevància, ja que mostra com es duia l'aigua a Tartareu abans de tenir aigua corrent a la segona meitat del segle xx.
La construcció de l'aqüeducte es podria remuntar a la baixa edat mitjana o a l'època moderna.
S'ha establert un perímetre de protecció de tota l'estructura i del punt de captació d'aigua. Des del mig de l'estructura aproximadament el perímetre de protecció és d'11 metres. La distància a banda i banda de l'estructura no és equitativa. Per una banda es proposa la protecció de 4 m de distància cap a la seva dreta. I per una altra es proposa una distància de 7 m des del mur fins als camps que té a la seva esquerra. Al punt de captació d'aigua, s'hi ha establert un diàmetre de protecció de 25 m a partir de la font amb l'abeurador situat al barranc d'Espinau amb coordenades 31063.80 - 1644187.5.